# Centrale photovoltaïque d'Alamosa
La centrale photovoltaïque d'Alamosa est une centrale photovoltaïque de 7,7 MwAC (8,2 MWcrète) située dans la vallée de San Luis (en) dans le Colorado.
Elle a été la plus grande des États-Unis lors de sa mise en service en décembre 2007,. Elle occupe 33 ha. C'est la deuxième derrière la Nellis Solar Power Plant située au nord de Las Vegas dans le Nevada.